# Diebessegen
Als Diebessegen, auch Diebssegen oder Diebeszauber, werden Beschwörungsformeln oder -erzählungen bezeichnet, die Diebe aufhalten, schädigen, aufspüren oder zur Rückgabe des Diebesguts zwingen sollen.
Solche Praktiken sind seit der Antike bekannt. Im 6. nachchristlichen Jahrhundert erwähnt sie Bischof Gregor von Tours. Seit dem Hochmittelalter sind zahlreiche solcher Formeln handschriftlich überliefert. In der populären Zauber- und Beschwörungsliteratur der Neuzeit waren sie ein wichtiger Bestandteil. Sie weisen divinatorische Elemente auf, wo aus Naturphänomenen, Bildern oder Träumen Spuren des Heiligen erahnt werden, ferner kryptische (geheime) Praktiken zur Abwehr von Unheil.

## Beschreibung
Bei den Diebssegen handelt es sich um Texte zum Besprechen und Bannen von Dieben, die seit ältester Zeit zahlreich überliefert sind, so etwa aus Assur, Ägypten, Römern, den Bibliotheken mittelalterlicher Klöster, wo sie zum Schutz vor Diebstahl der Tontafeln, Schriftrollen und Büchern verwendet wurden. Die Formeln wurden meist mit Defixionen der Augen, den hinterlassenen Fußspuren des Diebes und anderen magischen Praktiken verbunden.
In der Regel hat ein Diebessegen eine Einleitungsformel, in der das Unheilsgeschehen, der Diebstahl, benannt wird; sie beruft sich dabei häufig auf die drei Erzengel, den heiligen Petrus, Maria oder die Macht Christi. Darauf folgt ein „Segensspruch“, der den Dieb bannt und ihm Aufgaben auferlegt, um frei zu kommen.

## Textbeispiel (1616 n. Chr.)
„Weil Maria in dem Kindbett lag, die drei heiligen Engel ihm da fehlten, der eine Sanct Gabriel, der zweite Sanct Rahel, der dritte Sanct Johannis. Da kamen die Heiden und wollten Maria ihr liebes Kind stehlen. Sie sprach: binde Sanct Petrus.

Ich habe sie gebunden mit Gottes Händen,

Mit Jesu Bänden.

So einer kömmt an meinem Hofe,

So soll er stehen wie ein Stock

Und über sich sehen wie ein Bock.

Kann er die Sterne an dem Himmel zählen,

Und die Schneeflocken

Und Regentropfen,

Kann er das thun, so gehe er davon;

Kann er das nicht, so soll er stehen

Bis ich komme und hieß ihn gehen.“